# Kobzarivka, Zboriv
Kobzarivka (în ucraineană Кобзарівка) este localitatea de reședință a comunei Kobzarivka din raionul Zboriv, regiunea Ternopil, Ucraina.

## Demografie
Componența lingvistică a localității Kobzarivka
     Ucraineană (99,51%)
     Alte limbi (0,49%)
Conform recensământului din 2001, majoritatea populației localității Kobzarivka era vorbitoare de ucraineană (99,51%), existând în minoritate și vorbitori de alte limbi.